# Berglauf-Weltmeisterschaften 2008
Die 24. Berglauf-Weltmeisterschaften fanden am 14. September 2008 in der Schweizer Gemeinde Sierre sowie im Feriengebiet Crans-Montana statt.

## Teilnehmer
| Europa (28 Länder)                                                                                                 | Europa (28 Länder)                                                                                             | Europa (28 Länder)                                                                |
| --- | --- | --------------------------------------------------------------------------------- |
| - Belgien - Bulgarien - Deutschland - England - Frankreich - Irland - Italien - Kroatien - Nordmazedonien - Monaco | - Nordirland - Norwegen - Österreich - Polen - Portugal - Rumänien - Russland - Schottland - Schweiz - Serbien | - Slowakei - Slowenien - Tschechien - Türkei - Ukraine - Ungarn - Wales - Belarus |
| Amerika (5 Länder)                                                                                                 | |                                                                                   |
| - Kanada - Kolumbien                                                                                               | - Mexiko - Venezuela                                                                                           | - Vereinigte Staaten                                                              |
| Afrika (2 Länder)                                                                                                  | |                                                                                   |
| - Äquatorialguinea                                                                                                 | - Uganda | - Uganda                                                                          |
| Asien (1 Länder)                                                                                                   | |                                                                                   |
| - Israel | |                                                                                   |
| Asien (2 Länder)                                                                                                   | |                                                                                   |
| - Australien | - Neuseeland                                                                                                   | - Neuseeland                                                                      |

## Senior
Alle Sportler, die am 31. Dezember 2008 mindestens 18 Jahre alt waren, waren zur Teilnahme an den Senior-Wettkämpfen berechtigt.

### Männer

#### Einzelwertung
| Platz | Land       | Sportler         | Zeit      |
| ----- | ---------- | ---------------- | --------- |
| 1     | Neuseeland | Jonathan Wyatt   | 55:04 min |
| 2     | Uganda     | Martin Toroitich | 55:16 min |
| 3     | Türkei     | Ahmet Arslan     | 55:26 min |

Länge der Strecke: 12 km

Anstieg der Strecke: 930 m

Teilnehmerzahl: 157 Läufer

#### Gruppenwertung
| Platz | Land               | Relevante Sportler                                                             | Punkte |
| ----- | ------------------ | ------------------------------------------------------------------------------ | ------ |
| 1     | Italien            | 4. Bernard Dematteis 8. Marco De Gasperi 11. Marco Gaiardo 20. Gabriele Abate  | 43     |
| 2     | Schweiz            | 10. David Schneider 14. Alexis Gex-Fabry 17. Sébastien Epiney 18. Tarcis Ançay | 59     |
| 3     | Vereinigte Staaten | 12. Rickey Gates 16. Joe Gray 23. Eric Blake 25. Simon Guiterrez               | 76     |

Länge der Strecke: 12 km

Anstieg der Strecke: 930 m

Teilnehmerzahl: 27 Gruppen

### Frauen

#### Einzelwertung
| Platz | Land       | Sportlerin     | Zeit      |
| ----- | ---------- | -------------- | --------- |
| 1     | Österreich | Andrea Mayr    | 43:58 min |
| 2     | Italien    | Renate Rungger | 44:57 min |
| 3     | Italien    | Elisa Desco    | 45:29 min |

Länge der Strecke: 8,3 km

Anstieg der Strecke: 690 m

Teilnehmerzahl: 95 Läuferinnen

#### Gruppenwertung
| Platz | Land     | Relevante Sportlerinnen                                                               | Punkte |
| ----- | -------- | ------------------------------------------------------------------------------------- | ------ |
| 1     | Norwegen | 4. Kirsten Melkevik Otterbu 6. Anita Håkenstad Evertsen 14. Ingunn Hultgreen Weltzien | 24     |
| 2     | Schweiz  | 5. Martina Strähl 8. Bernadette Meier-Brändle 12. Angéline Flückiger-Joly             | 25     |
| 3     | Italien  | 2. Renate Rungger 3. Elisa Desco 28. Maria Grazia Roberti                             | 33     |

Länge der Strecke: 8,3 km

Anstieg der Strecke: 690 m

Teilnehmerzahl: 21 Gruppen

## Junior
Alle Sportler, die am 31. Dezember 2008 zwischen 16 und 19 Jahre alt waren, waren zur Teilnahme an den Junior-Wettkämpfen berechtigt.

### Männer

#### Einzelwertung
| Platz | Land     | Sportler        | Zeit      |
| ----- | -------- | --------------- | --------- |
| 1     | Norwegen | Sindre Buraas   | 42:12 min |
| 2     | Italien  | Riccardo Sterni | 42:25 min |
| 3     | Türkei   | Mevlüt Savaşer  | 42:43 min |

Länge der Strecke: 8,3 km

Anstieg der Strecke: 690 m

Teilnehmerzahl: 74 Läufer

#### Gruppenwertung
| Platz | Land     | Relevante Sportler                                        | Punkte |
| ----- | -------- | --------------------------------------------------------- | ------ |
| 1     | Türkei   | 3. Mevlüt Savaşer 4. Alper Demir 6. Emrah Akalın          | 13     |
| 2     | Norwegen | 1. Sindre Buraas 9. Lars Bakke 10. Joel Dyrhovden         | 20     |
| 3     | Italien  | 2. Riccardo Sterni 12. Xavier Chevrier 21. Emanuele Rampa | 35     |

Länge der Strecke: 8,3 km

Anstieg der Strecke: 690 m

Teilnehmerzahl: 15 Gruppen

### Frauen

#### Einzelwertung
| Platz | Land               | Sportlerin | Zeit      |
| ----- | ------------------ | ---------- | --------- |
| 1     | England            | Laura Park | 22:34 min |
| 2     | Türkei             | Esra Güllü | 23:07 min |
| 3     | Vereinigte Staaten | Alex Dunne | 23:33 min |

Länge der Strecke: 4,3 km

Anstieg der Strecke: 350 m

Teilnehmerzahl: 48 Läuferinnen

#### Gruppenwertung
| Platz | Land    | Relevante Sportlerinnen              | Punkte |
| ----- | ------- | ------------------------------------ | ------ |
| 1     | England | 1. Laura Park 7. Heather Timmins     | 8      |
| 2     | Türkei  | 2. Esra Güllü 9. Yağmur Tarhan       | 11     |
| 3     | Schweiz | 4. Victoria Kreuzer 18. Lucy Pichard | 22     |

Länge der Strecke: 4,3 km

Anstieg der Strecke: 350 m

Teilnehmerzahl: 18 Gruppen

## Medaillenspiegel
| Platz | Land               | Gold | Silber | Bronze | Gesamt |
| ----- | ------------------ | ---- | ------ | ------ | ------ |
| 1     | Norwegen           | 2    | 1      | –      | 3      |
| 2     | England            | 2    | –      | –      | 2      |
| 3     | Italien            | 1    | 2      | 3      | 6      |
| 4     | Türkei             | 1    | 2      | 2      | 5      |
| 5     | Neuseeland         | 1    | –      | –      | 1      |
|       | Österreich         | 1    | –      | –      | 1      |
| 7     | Schweiz            | –    | 2      | 1      | 3      |
| 8     | Uganda             | –    | 1      | –      | 1      |
| 9     | Vereinigte Staaten | –    | –      | 2      | 2      |